# Menekülés Egyiptomba

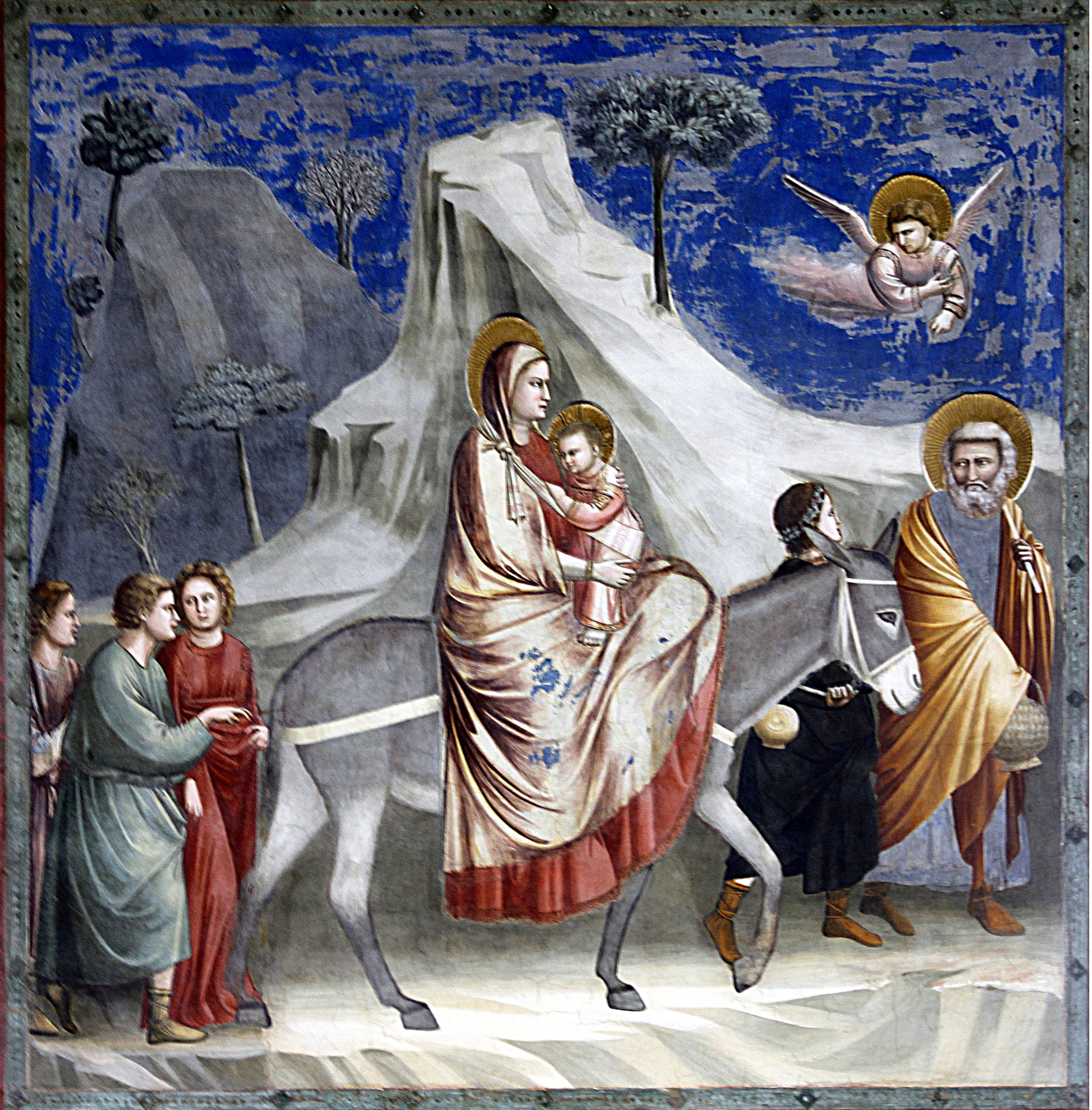
Giotto menekülés Egyiptomba, freskó

Jézus születése után a Biblia leírja, hogy a Szent családnak, Józsefnek, Máriának és gyermekének, Jézusnak menekülnie kellett Heródes elől. A leírtak szerint Heródes Juda római fennhatóságú kormányzója tudomást szerzett arról, hogy Izrael királya a megváltó megszületett. Józsefet, Jézus nevelő apját álmában egy angyal figyelmeztette, hogy a gyermek Jézus életére törnek, és azt a tanácsot adta: meneküljenek Egyiptomba.

## Történeti előzmény
Krisztus születésekor Heródes római helytartó uralkodott Júda felett. A Római Birodalom egyik aktív uralkodója volt, sok építkezés történt, ezért is illették őt "nagy" jelzővel. A történetírás szerint Heródes maga is életében elmenekült Egyiptomba.
Másfelől ebben az időben Alexandriában volt a legnagyobb zsidó diaszpóra, illetve a Nílus mentén is sok valamilyen oknál fogva oda menekült zsidó élt.

## Szöveges említések

### A bibliában
A Biblia leírja, hogy keletről három bölcs uralkodó érkezett Heródeshez tudakolva, hol született meg a zsidók királya. Feltehetően váratlanul érte az uralkodót ilyen fajta hír, ezért írástudókat hivatott, hogy van-e utalás a hagyományokban erre. Az írástudók megfeleltek, hogy Betlehemben kell megszületnie.
Máté evangéliuma szerint József álmában üzenetet kapott egy angyaltól, hogy keljen fel fogja a gyermeket és az anyját és meneküljenek Egyiptomba, mert Heródes a gyermek életére tör.

### kopt, arab iratok
- V. század, Arab gyermekségevangélium
- XII. század Johannes ibn Szaid al-Kulzumi
- XIII. század Abu el-Makarim
- kopt Szünaxairon

### Egyéb emlékek
- VIII. század Örmény gyermekségevangélium
- V. vagy VIII. század Pszeudo Máté evangélium
- Theopilosz látomása
- VII. század Zakariás prédikációja

## Az útvonal

### Kopt hagyomány szerint
Egy kopt vezető a Zeitouni Szűz Mária-jelenés kapcsán kijelentette, hogy Egyiptom is szentföld, mert Jézus gyermekkora egy részét Egyiptomba töltötte.
III. Senuda alexandriai pápa a koptok vezetője, Krisztus születésének 2000. évfordulóján aláírta azt a térképet, amelyre bejelölték a szent család menekülésének feltételezett útvonalát a kopt hagyományok és művészeti emlékek alapján. Ez egy helyi zarándokútvonalként funkcionál manapság. A térképet egy kis emblémával látták el ami köré ráírták: The Synodical Comitee of the Third Millennium Celebration.
Ezen a térképen Pelusium illetve Tel-Basta az első helyszín, és a mai Kairón keresztül dél felé tartva majdnem Assuitig tart az utolsó hely ahol megfordultak. A legdélibb pont ahová feltételezésük szerint eljutottak a mai Al-Muharraq kolostor. Ezt az erődítményszerű kolostort becenevén második Betlehemnek nevezik szerepe miatt. Hiszen itt kapta József az újabb üzenetet az angyaltól: Menj, térj haza, mert meghaltak azok, akik a gyermek életére törtek.
A helyi hagyományok egy része hasonlít egymáshoz. Főként azokat a nagyon régi templomokat és sziklabemélyedéseket mutatják, ahol a kis Jézus aludt, illetve kutakat, ahol megpihent a Szent család, és esetenként megáldotta, így szent vízként tisztelik a kutat. Másik része a hagyományoknak Jézus,- mint gyermek -, már meglévő isteni hatalmát igazolja. Például ahol járt, bálványok dőltek le, illetve egy fa meghajolt előtte és utána vízszintesen nőtt tovább, amit 1999-ig tiszteltek, azután valaki kivágta.
E témában kopt hagyományokra egy evangélikus lelkész Otto Meinardus (1925-2005) figyelt fel először, és a Keleti egyház történetét a régészet szemszögéből tanulmányozta és írta meg könyveit.

### Egy német látnoknő szerint
Emmerich Anna Katalin, egy német nő évekre ágyához volt kötve betegsége miatt. Álmaiban Jézus és Szűz Mária életének részleteit látta, melyet másnap lejegyeztek és kiadásra került. Az ő látomásai azért figyelemreméltóak, mert Efezusban találtak egy olyan házat, ami tökéletesen megegyezik az ő látomásával, hol és milyen volt Szűz Mária háza. A részletes útmutatásai alapján találták meg a ma Szűz Mária háza néven ismert lakóház maradványokat.

## A művészetben
A menekülés Egyiptomba közkedvelt téma volt a festészetben. A művészek ebben a témában azt a kihívást látták, hogy a táj, vagy a környezet hogyan rejti el a menekülő családot. Ezért ebben a megfogalmazásban nem annyira a szent jelleg dominál, hanem inkább a köznapiság, a nem hivalkodó életmód. A festők másik része azt az emberi tulajdonságát emeli ki, hogy minden bajtól védi az anya a gyermekét, míg a férj az apa jó irányba körültekintően vezeti a helyes irányba családját. Ezeket azok a művészek választották, akiknek a jellemábrázolás volt az erősségük. Figyelemre méltó továbbá, hogy a művészek hogyan jelenítik meg az ember és táj kapcsolatát, milyen kompozíciós eszközöket használnak. Emiatt a tájfestők is szívesen választották a szent család menekülésének témáját.

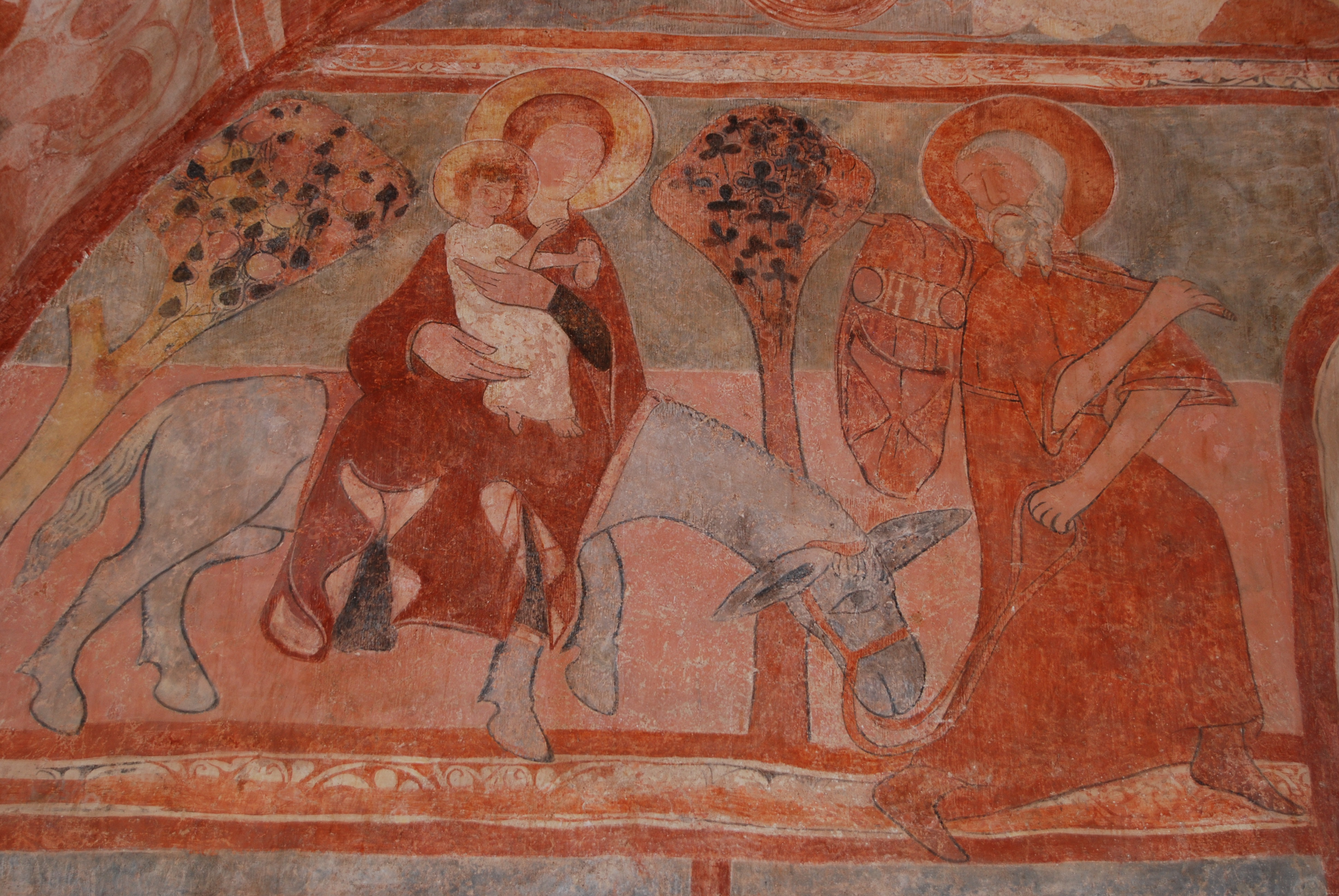
XIII. századi freskó Csécs, Szlovákia

### Magyar művészet
Kiemelkedő alkotásnak számít Ferenczy Noémi falikárpitja 1907, ami őserdei környezetben ábrázolja a szamárháton ülő Máriát.

#### Olajfestészet képgalériája

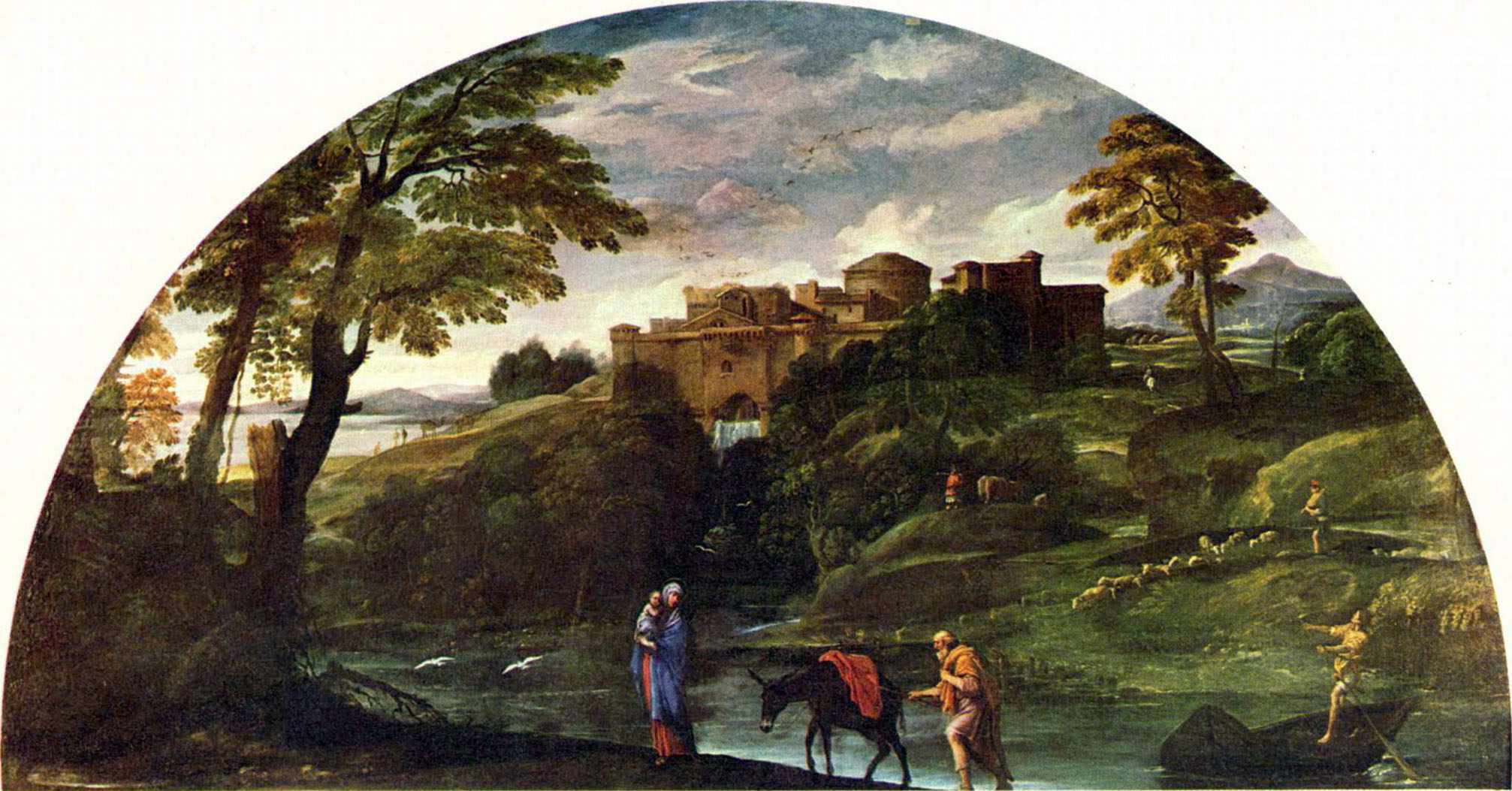
Annibale Carracci a menekülő család észrevétlen köznapiságára utal kompozíciójában.
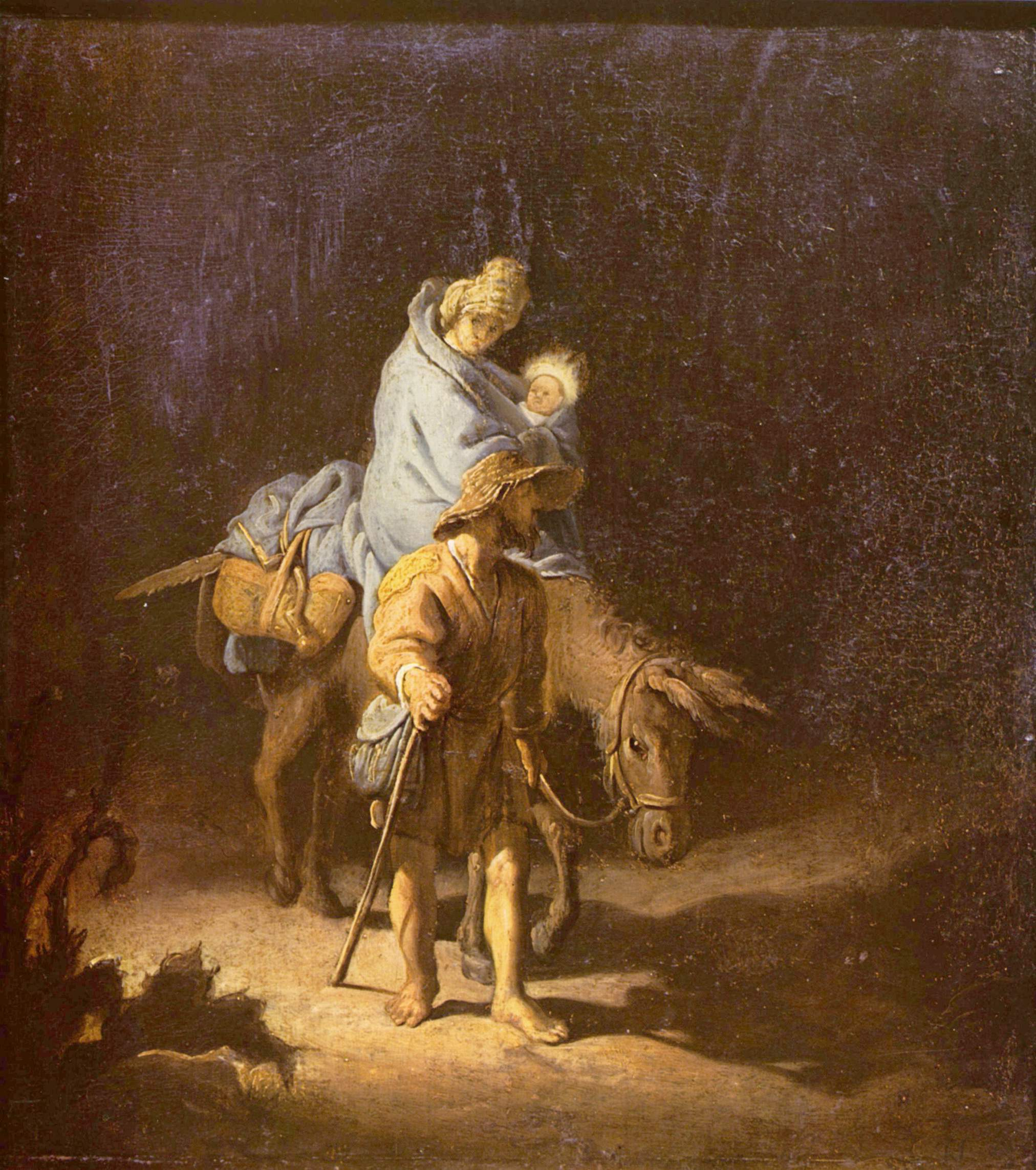
Rembrandt festménye a bátor apa szerepét emeli ki.
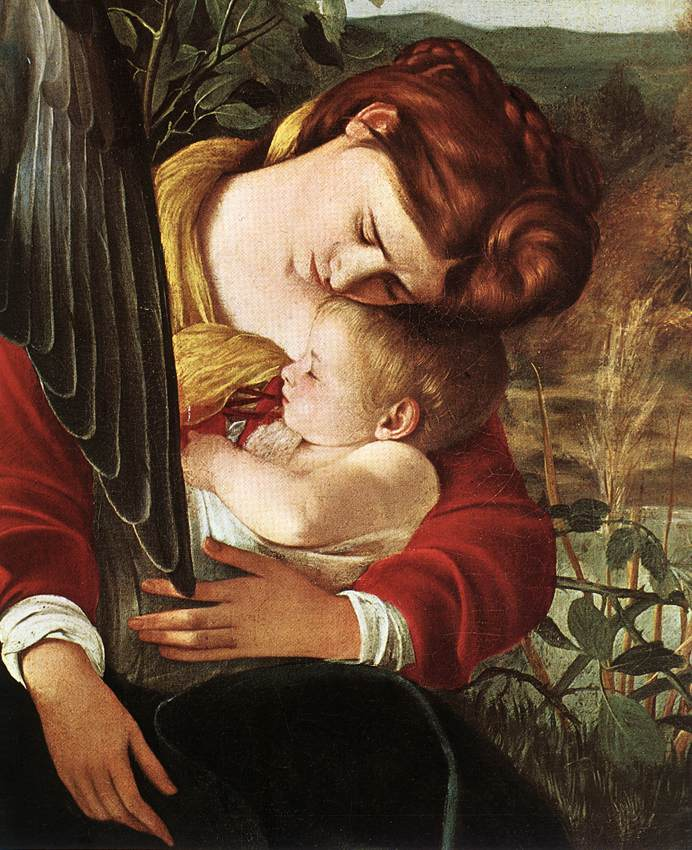
Caravaggio festménye (részlet) a bajtól védő anyának a szeretetét ábrázolja.

#### Egyéb képzőművészeti technikák

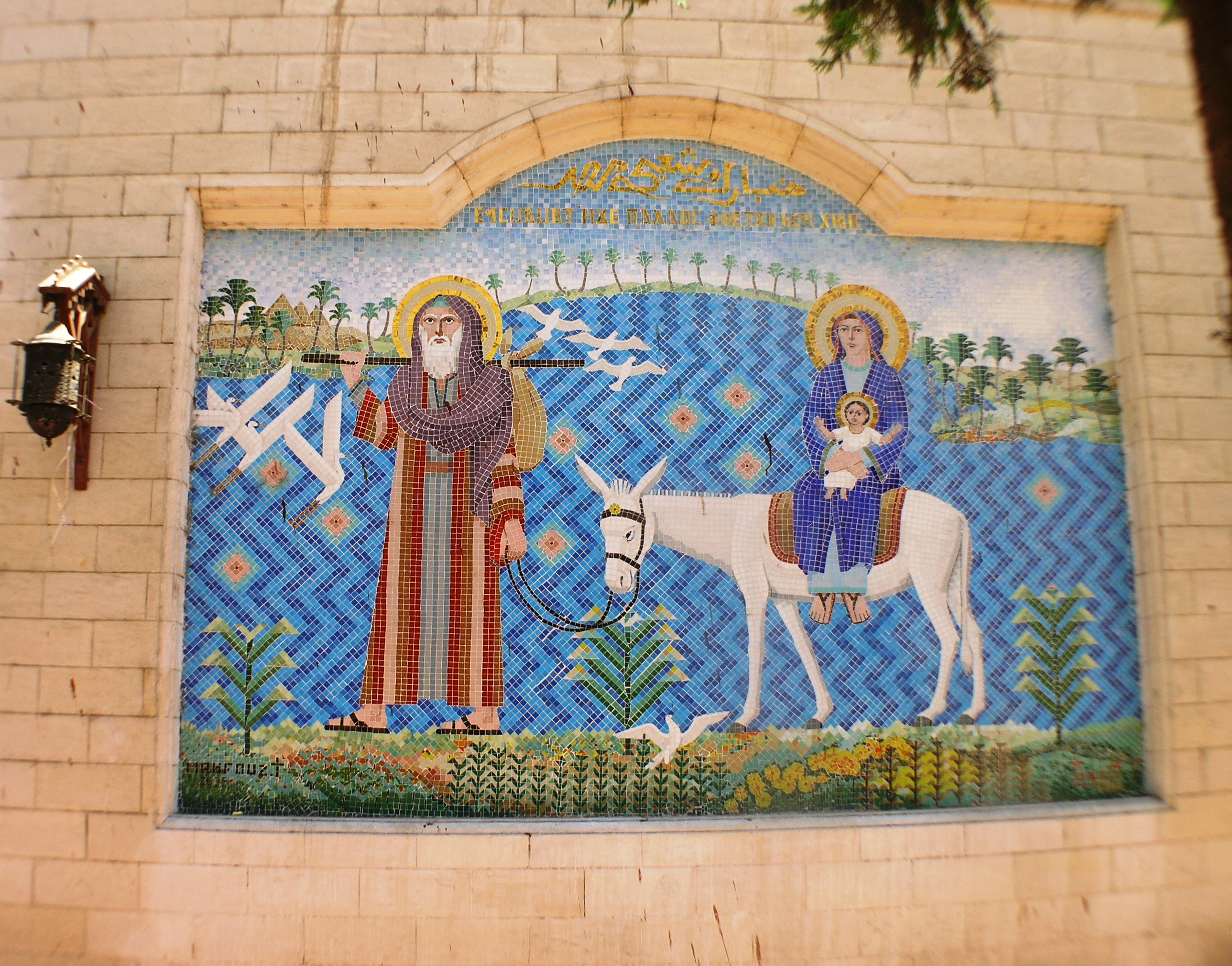
Kopt mozaik Kairóban
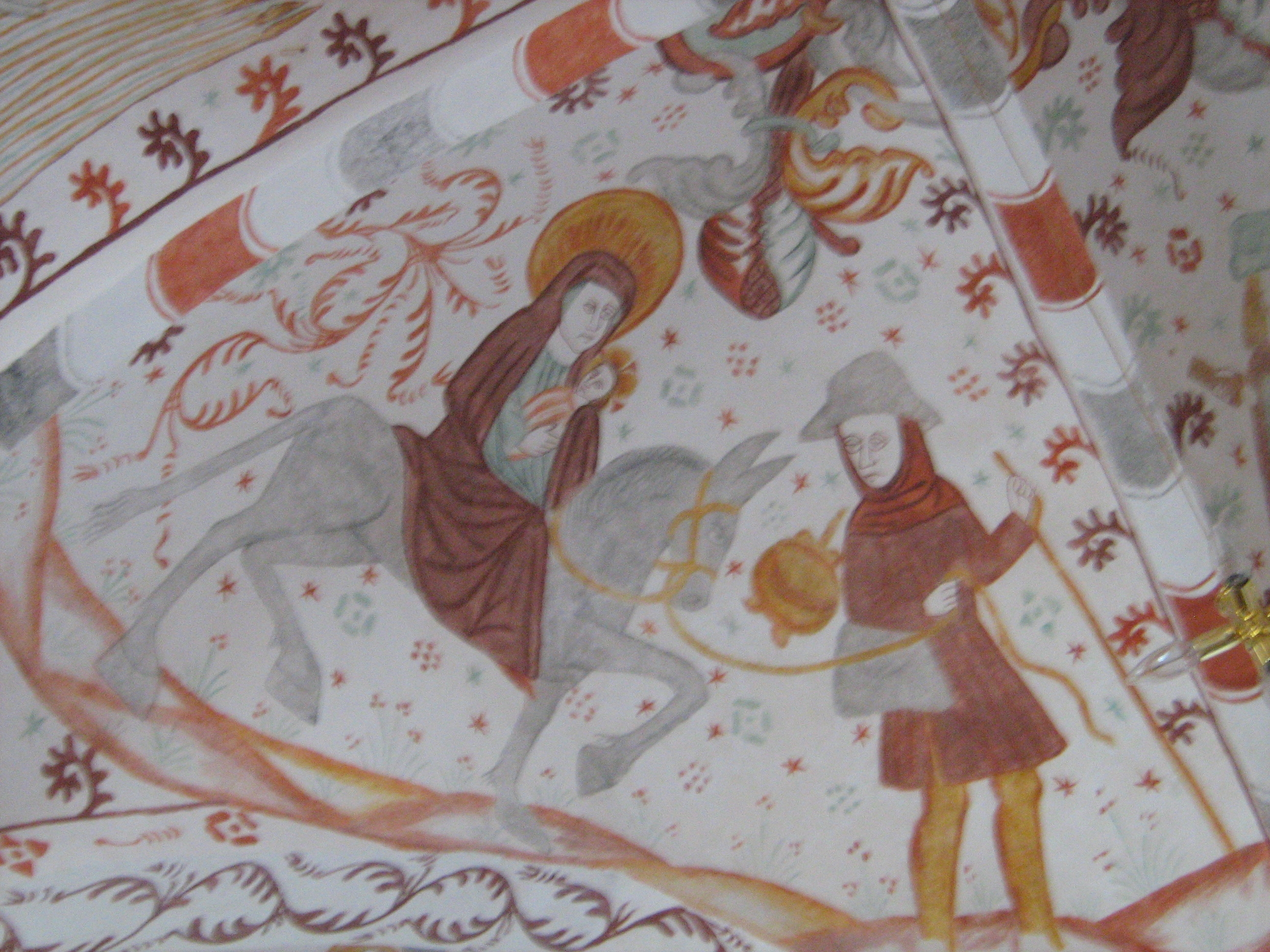
Freskó, Dánia.
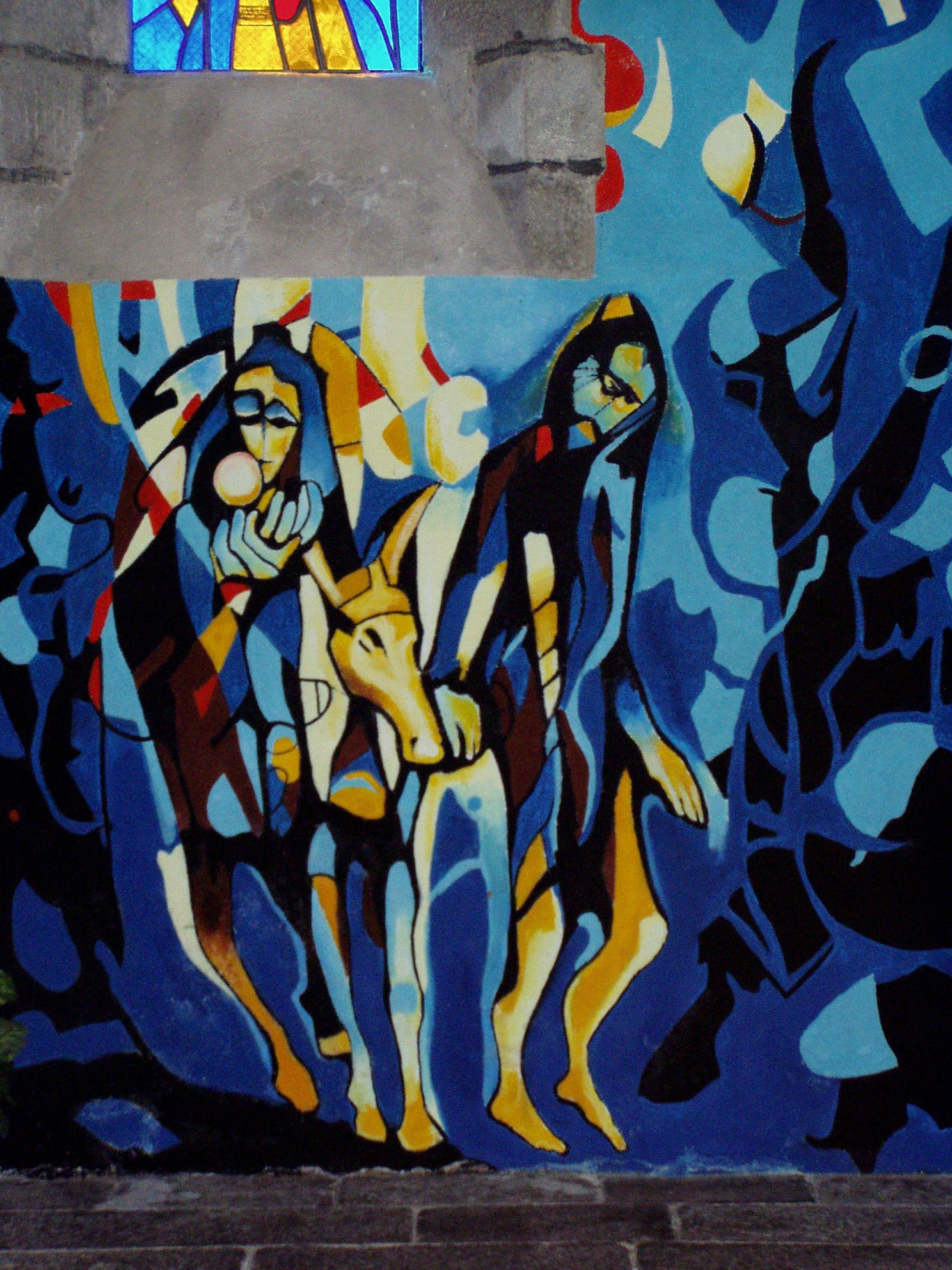
Gabriel Chabrat freskója, modern ábrázolás